# Seznam zápasů honduraské fotbalové reprezentace na MS
Honduraská fotbalová reprezentace byla celkem 3x na mistrovstvích světa ve fotbale a to v letech 1982, 2010, 2014.
- Aktualizace po MS 2010 - Počet utkání - 9 - Vítězství - 0x - Remízy - 3x - Prohry - 6x

| Číslo | Soupeř        | Výsledek | MS      | Fáze turnaje       | Góly Hondurasu |
| ----- | ------------- | -------- | ------- | ------------------ | -------------- |
| 1.    | Španělsko     | 1 – 1    | MS 1982 | základní skupina 5 | Héctor Zelaya  |
| 2.    | Severní Irsko | 1 – 1    | MS 1982 | základní skupina 5 | Eduardo Laing  |
| 3.    | Jugoslávie    | 0 – 1    | MS 1982 | základní skupina 5 |                |
| 4.    | Chile         | 0 – 1    | MS 2010 | základní skupina H |                |
| 5.    | Španělsko     | 0 – 2    | MS 2010 | základní skupina H |                |
| 6.    | Švýcarsko     | 0 – 0    | MS 2010 | základní skupina H |                |
| 7.    | Francie       | 0 – 3    | MS 2014 | základní skupina E |                |
| 8.    | Ekvádor       | 1 – 2    | MS 2014 | základní skupina E | Carlos Costly  |
| 9.    | Švýcarsko     | 0 – 3    | MS 2014 | základní skupina E |                |